# Vanves
Vanves és un municipi francès, situat al departament dels Alts del Sena i a la regió de l'Illa de França. L'any 2010 tenia 27.002 habitants.
Forma part del cantó de Clamart i del districte de Boulogne-Billancourt. I des del 2016, de la divisió Grand Paris Seine Ouest de la Metròpolis del Gran París.